# Arlette Poirier
Arlette Caroline Bernadette Poirier D'Auvergne (Parigi, 11 giugno 1926 – Nîmes, 30 maggio 2012) è stata un'attrice francese.

## Biografia
Nata in una famiglia molto ricca, donna dal fascino magnetico e dalla bellezza mozzafiato, cominciò la sua carriera in piccole parti in produzioni francesi come Parrucchiere per signora (1952) di Jean Boyer, che ne misero solamente in luce l'avvenenza fisica, senza valorizzarne le abilità recitative, che palesò una sola volta nella sua frammentaria avventura cinematografica, quando fu chiamata a interpretare la parte di Lulu nel dramma Montparnasse (1958), di Jacques Becker. 
Lavorò anche in Italia, interpretando Marcella nel film Lo scocciatore (Via Padova 46) (1953) di Giorgio Bianchi.
Oltre che come protagonista acclamata di fotoromanzi, apparve frequentemente in televisione e le furono dedicate copertine da importanti riviste come Life. 
Con lo sfiorire della bellezza, a metà anni settanta abbandonò le scene.

## Filmografia

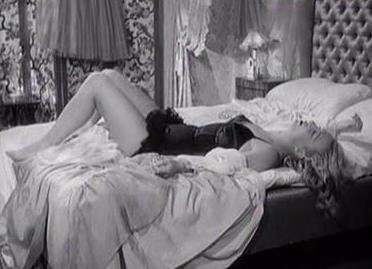
Poirier in una scena de Lo scocciatore (Via Padova 46)

- Andalusia (Andalousie), regia di Robert Vernay (1951)
- Io, mia moglie e la vacca (Ma femme, ma vache et moi), regia di Jean-Devaivre (1952)
- Parrucchiere per signora (Coiffeur pour dames), regia di Jean Boyer (1952)
- Lo scocciatore (Via Padova 46), regia di Giorgio Bianchi (1953)
- Vacanze romane (Roman Holiday), regia di William Wyler (1953)
- Scampolo '53, regia di Giorgio Bianchi (1953)
- Montparnasse (Les Amants de Montparnasse), regia di Jacques Becker (1958)